# موزس غومبيرغ
موزس غومبيرغ (بالإنجليزية: Moses Gomberg)‏ (8 شباط 1866 - 12 شباط 1947)، كان أستاذاً للكيمياء في جامعة ميشيغان.

## النشأة والتعليم
ولد في كروبيفنيتسكي، الإمبراطورية الروسية،  في 1884 هاجرت العائلة إلى شيكاغو للهروب من المذابح بعد اغتيال القيصر الكسندر الثاني. في شيكاغو عمل في «ستوك ياردز» بينما كان يحضر «إعدادية لايك». في عام 1886، دخل موسى لجامعة ميشيغان، حيث حصل على درجة البكالوريوس في1890 وشهادة الدكتوراه في عام 1894 تحت إشراف ألبرت بنجامين بريسكوت. تناول أطروحةً بعنوان "Trimethylxanthine and Some of its Derivatives" اشتقاق الكافيين.